# عصام يوسف
عصام يوسف (21 أكتوبر 1975 -) هو مقدم برامج وكاتب سيناريو ومؤلف مصري.

## حياته ونشأته
وُلد عصام عبد التواب يوسف أحمد في 20 أكتوبر 1965 بالقاهرة، تخرج من مدرسة بورسعيد للغات بالزمالك، ثم حصل على درجة الليسانس في كلية الآداب قسم اللغة الإنجليزية جامعة القاهرة، والده كاتب قصص الأطفال والروائي عبد التواب يوسف، والدته نتيلة راشد «لقبت بماما لبنى» رئيسة تحرير مجلة سمير للأطفال.

## مسيرته
- عضو اللجنة العلمية لمؤسسة مينتور العربية التابعة لمؤسسة مينتور العالمية منذ عام 2009، يرأس مجلس الأمناء الأمير تركي بن طلال بن عبد العزيز آل سعود، والتي أسستها ملكة السويد سيلفيا، وتهدف المؤسسة إلى مساعدة الشباب في العديد من القضايا، ومن أهمها التوعية ضد أخطار المخدرات.

- سفيرًا للشباب بصندوق الأمم المتحدة للسكان، لجهوده الدائمة في دعم الشباب عبر مشاريعه المختلفة طوال العشر سنوات الأخيرة.

- عضو اتحاد كتاب مصر منذ عام 2008.
- اتجه للتأليف الروائي بداية من عام 2005.

- قدم في عام 2020 برنامج القرار على إذاعة نجوم إف إم، ومن خلاله يحاور الشباب ويناقشهم في كيفية اتخاذ القرارات المصيرية.

### برنامج العباقرة
صاحب فكرة ومقدم برنامج العباقرة على قناة القاهرة والناس، ويعتبر أول برنامج تثقيفي وترفيهي واجتماعي يخاطب الشباب والأسرة المصرية والعربية.
العباقرة هو برنامج تعليمي تليفزيوني يذاع في قناة القاهرة والناس، ويقدمه عصام يوسف. يتم التنافس على كأس البطولة وكأس أفضل لاعب واللاعب المثالي ويضم البرنامج فقرات (العلم، المعرفة، الفنون، تحت الضغط، ضربات جزاء، وعجلة الحظ) ومن إخراج ميلاد أبي رعد.

## جوائز
- فائز بجائزة الملك عبد الله الثاني بن الحسين للإبداع والفنون، عن رواية 1/4جرام 2019.

- حاز برنامج العباقرة الذي يقدمه في نوفمبر 2019 على جائزة إيفي آوردز العالمية، كما فاز البرنامج أيضاً بجائزة أفضل برنامج على القنوات الفضائية على مدار ثلاثة أعوام متتالية بأعوام 2018 - 2019 - 2020، وحصل عليها للمرة الرابعة والخامسة عامي 2022 و2023.

## أعماله
- رواية 1/4 جرام.[2]
- رواية 2 ضباط.
- قصة وسيناريو مسلسل ذهاب وعودة.